# Quatitz
Quatitz, obersorbisch Chwaćicyⓘ, ist ein Dorf im ostsächsischen Landkreis Bautzen. Es liegt in der Oberlausitz am nördlichen Rand des Bautzener Stausees und ist Teil des sorbischen Siedlungsgebietes. Seit 1994 ist es ein Ortsteil der Gemeinde Großdubrau.

## Geschichte

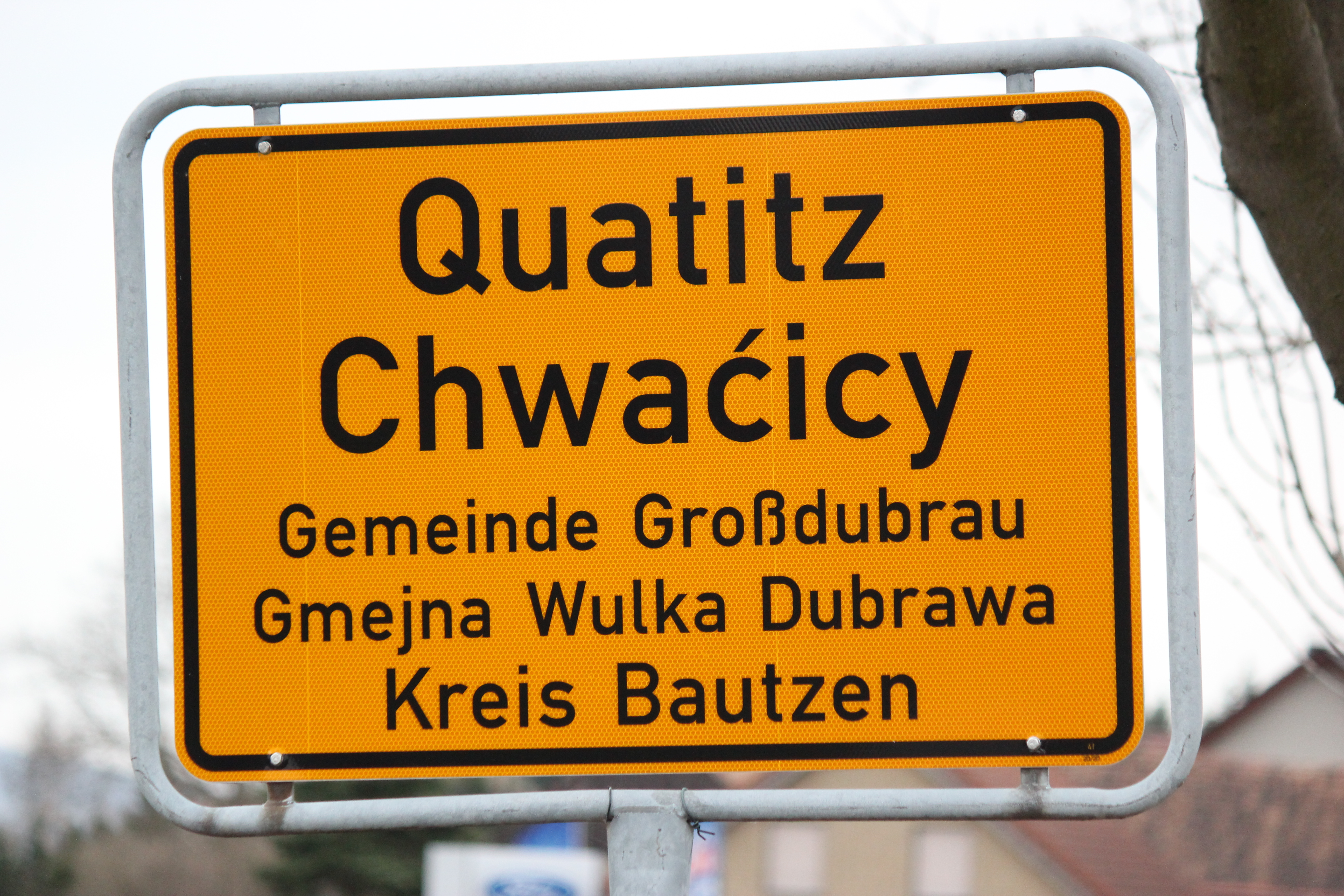
Ortstafel von Quatitz

Das 1360 erstmals erwähnte Platzdorf Quatitz wechselte als ein Rittergut mehrmals den Besitzer. So gehörte es 1515 einem Bautzener Bürger
namens Hans von Bischoffswerde, 1515 den Herren von Metzradt und 1630 einem Adolph von Gersdorff auf Malschwitz. Der sächsische Kammerherr Wigand von Lützelburg erwarb 1655 für 30.000 Taler die Rittergüter Niedergurig mit Briesing, Kleindubrau, Quatitz und das Vorwerk Lubas. Im Jahre 1661 bot dieser Grundherr seinen Quatitzer Untertanen die Möglichkeit, das von ihnen bewirtschafte Land zu kaufen. Da der Anteil der Lese- und Schreibkundigen allgemein unter der damaligen Landbevölkerung gering war, übernahm ein Gödaer Landrichter den juristischen Beistand für die 18 Bauern und Gärtner aus Quatitz. Als Kaufpreis wurden für das spätere Freidorf 4000 Taler ausgehandelt, für eine weitere Schutzherrschaft waren sechs Taler jedes Jahr an den ehemaligen Besitzer zu entrichten. Als Wigand von Lützelburg 1678 verstarb, folge in diese Funktion der Bautzener Domdekan Martin Ferdinand Brückner. Erst 123 Jahre später wurde der geschlossene Vertrag 1784 durch den damaligen Kurfürsten Friedrich August III. anerkannt. Diese in der damaligen Ära unübliche Änderung der Eigentumsrechte eines Landbesitzes zugunsten der Bauern überstand sogar die spätere Bodenreform in der Sowjetischen Besatzungszone nach 1945.
Der Ortsname veränderte sich im Lauf der Geschichte nur unwesentlich: um 1360 noch Quaticz geschrieben, 1419 dann schon  Quatitz, 1427 auch Quatenitz, 1532 wieder Quatitz und gegen 1557 fand auch die Schreibweise Quattitz Verwendung.
| Jahr | Einwohner |
| ---- | --------- |
| 1834 | 173       |
| 1871 | 351       |
| 1890 | 368       |
| 1910 | 397       |
| 1925 | 410       |
| 1939 | 697       |
| 1946 | 769       |
| 1950 | 880       |
| 1964 | 830       |
| 1990 | 587       |
| 1991 | 577       |
| 2009 | 267       |
| 2011 | 257       |

## Eingemeindungen
Das heutige Quatitzer Gebiet umfasste seit 1936 auch das direkt südlich angrenzende Dahlowitz, das weiter südwestlich liegende Kronförstchen und das im Osten befindliche Jeschütz. Ab 1994 kamen diese Dörfer, wie auch Quatitz selber, zur Gemeinde Großdubrau.

## Bevölkerung und Kultur
Für seine Statistik über die sorbische Bevölkerung in der Oberlausitz ermittelte Arnošt Muka in den achtziger Jahren des 19. Jahrhunderts eine Bevölkerungszahl von 376, darunter 346 Sorben (92 %) und 30 Deutsche. Ernst Tschernik zählte in der Gemeinde Quatitz 1956 noch 64,5 % Sorben. Seitdem ist der Gebrauch des Sorbischen im Ort weiter zurückgegangen.
Mehrere sorbische Aktivisten starteten 1893 den „Wendischen Verein für Quatitz und Umgebung“. Dieser unterhielt auch eine Theatergruppe, die ihre Stücke in sorbischer Sprache in der Lausitz erfolgreich aufführte. Ein Trachtenschau der Mitglieder bekam auch der sächsische König Friedrich August III. 1905 in Bautzen zu sehen. Unter der antislawischen Politik der Nationalsozialisten wurde die Tätigkeit des Vereins bis 1936 eingestellt.
Ein neuer Heimatverein namens „Klub der Natur- und Heimatfreunde Quatitz“ besteht seit 1970. Er organisierte wiederholt Ausstellungen zu regionalen Themen.

## Denkmäler
Für die aus der Parochie Quatitz stammenden Gefallenen des Ersten Weltkrieges wurde 1919 ein Mahnmal erschaffen. An die zwei überregional bekannten Quatitzer Söhne Andreas Gärtner und Otto Lehmann wurden bereits 1977 mit einem Denkmal erinnert, welches jedoch später wieder abgerissen wurde. Im Jahre 2007 wurden die beiden davon erhaltenen und inzwischen restaurierten roten Granittafeln in einen Wiederaufbau der Gedenkstätte integriert.

## Kirche Quatitz

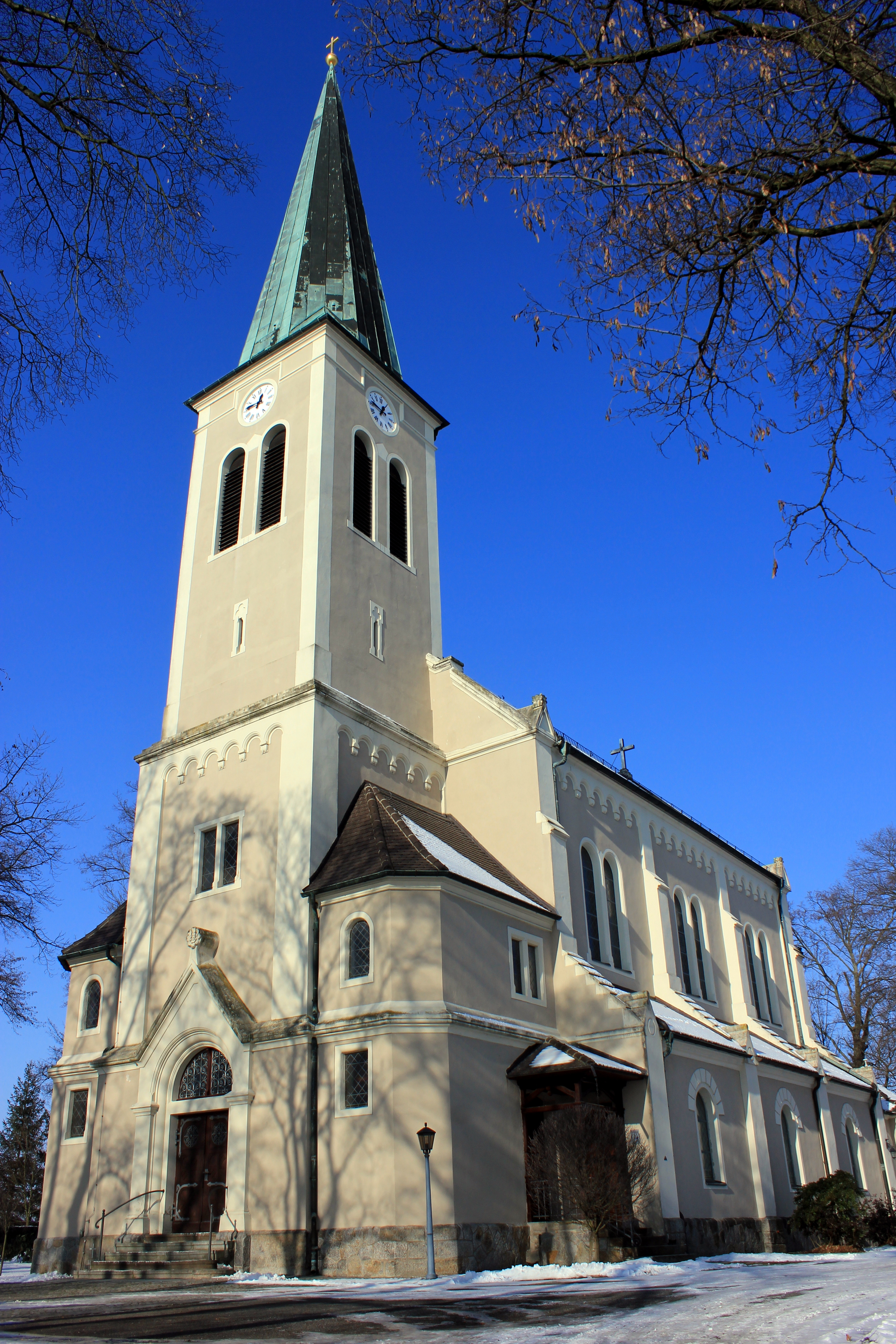
Kirche in Quatitz

In Quatitz wurde 1899 eine evangelische Kirche erbaut, die später Parochiekirche für Bornitz, Dahlowitz, Großdubrau, Jeschütz, Kleindubrau, Kronförstchen, Luttowitz, Margarethenhütte, Merka und Neu-Bornitz wurde. Das im neoromanischen Baustil errichtete Gotteshaus wurde vom Baurat Ernst Giese entworfen. Seit 2022 gehört die Pfarrgemeinde zusammen mit Königswartha, Neschwitz, Klix und Milkel-Luppa zum Kirchspiel Oberlausitzer Heide- und Teichlandschaft.
Ein weiteres sakrales Bauwerk, eine 1858 errichtete neogotische Kapelle, befindet sich in unmittelbarer Nachbarschaft zur Kirche.

## Bildung
Im Ort eröffnete 1842 eine erste Schule, an der ein einzelner Lehrer die hiesigen Kinder unterrichtete. 1886 wurde ein Schulneubau fertiggestellt, der um 1900 sechs Klassen mit drei Lehrern Platz bot. Alle zu unterrichtenden Kinder der Parochie Quatitz, ausgenommen die aus Kleindubrau, besuchten bis 1906 diese Dorfschule. Danach entstand in Großdubrau eine weitere Schule.
In der Zeit der DDR wurde in Quatitz zusammen mit Niedergurig das erste Schulkombinat des Kreises Bautzen  gegründet.

## Söhne und Töchter des Ortes

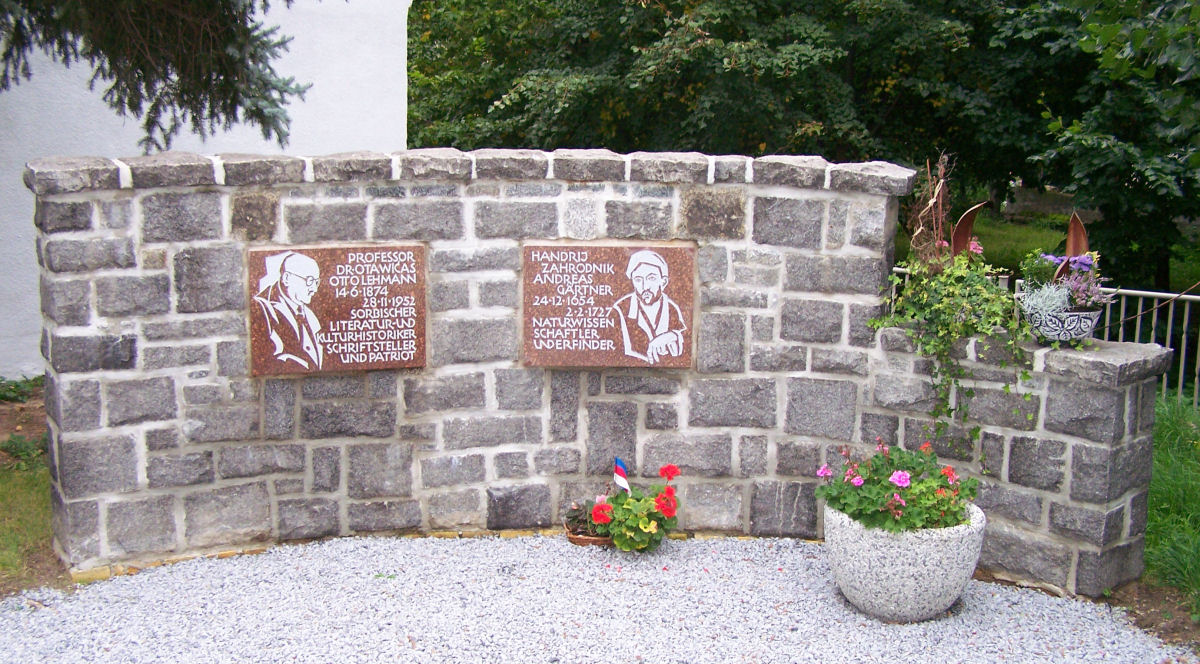
Denkmal für Andreas Gärtner und Otto Lehmann in Quatitz

- Andreas Gärtner (obersorbisch Handrij Zahrodnik, 1654–1727), Naturwissenschaftler, Erfinder und Modellbauer
- Otto Lehmann (obersorbisch Ota Wićaz, 1874–1952), Literatur- und Kulturhistoriker, Schriftsteller